# High Force
Der High Force ist ein Wasserfall im Lauf des Flusses Tees in County Durham in der Nähe von Middleton-in-Teesdale in England.
Der Wasserfall liegt in der North Pennines Area of Outstanding Natural Beauty.
Der Tees fällt am Wasserfall High Force 21 m senkrecht in die Tiefe, was etwa der Fallhöhe der Aira Force entspricht. Der Wasserfall wird zwar trotzdem oft als der höchste in England bezeichnet, doch sind dies der oberirdische Wasserfall Cautley Spout bzw. der unterirdische Wasserfall Gaping Gill.
Der Wasserfall entstand dadurch, dass der Tees ‚weiche‘ Gesteinsschichten ausgewaschen hat unter denen eine Schicht von ‚hartem‘ Dolerit (hier Whin Sill genannt) liegt über den der Fluss nun fließt. Unter dem Dolorit liegen jedoch zunächst wieder eine ‚weiche‘ Schicht aus Sandstein und dann eine ebenfalls ‚weiche‘ Schicht aus Kalkstein. Diese Schichtung führt dazu, dass der Fluss während er den ‚harten‘ Dolerit nur langsam abträgt, er die anderen Gesteinsschichten schneller auswäscht und so ein Überhang entsteht, während der Wasserfall sich immer weiter zurückzieht. Durch die Auswaschung ist eine jetzt rund 700 m lange Schlucht entstanden.
Da der Tees heute durch das Cow Green Reservoir reguliert wird, fließt der Fluss heute nur noch in seltenen Fällen über zwei getrennte Stellen, so wie es J.M.W. Turner 1816 in einem Aquarell malte.

## Nachweise
1. ↑  J. M. W. Turner, High Force, Fall of the Tees, in der Art Gallery New South Wales (Australien) (Seite nicht mehr abrufbar, festgestellt im Juni 2025. Suche in Webarchiven)  Info: Der Link wurde automatisch als defekt markiert. Bitte prüfe den Link gemäß Anleitung und entferne dann diesen Hinweis.